# Traggas
Ein Traggas ist ein Gas, das als Füllung für Luftschiffe und Gasballons eingesetzt wird. Es hat eine niedrigere Dichte als die das Luftfahrzeug umgebende Medium. Auf der Erde ist dies Luft, auf der Venus beispielsweise Kohlenstoffdioxid. Dadurch ergibt sich gemäß dem archimedischen Prinzip ein statischer Auftrieb. Die wichtigsten Traggase sind Wasserstoff, Helium und Heißluft. Als Auftriebsgas oder Leichter-als-Luft-Gas bezeichnet man Traggas, das eine geringere Dichte als normale atmosphärische Gase hat. In Starrluftschiffen und halbstarren Luftschiffen wird das Traggas in Gaszellen eingefüllt.

## Allgemeines
Für den Zweck eines Traggases kommen auf der Erde Gase infrage, die eine geringere Dichte als Luft (ca. 1,293 kg/m³ unter Normalbedingungen) haben.
Die Kontrolle des Zustands des Traggases ist essentiell für den ordnungsgemäßen Betrieb des Luftschiffes. Hier muss neben dem Brandschutz unter anderem auf Luftdruck, Außentemperatur und Zuladung geachtet werden. Zudem verändert sich bei gleicher Menge an Traggas der Auftrieb des Luftschiffes, wenn dieses durch permanenten Verbrauch von Treibstoff an Gewicht verliert. Sowohl Helium als auch Wasserstoff haben die Eigenschaft, durch viele Stoffe (Ballonhülle) zu diffundieren. Es kann auch vorkommen, dass Gas zum Auftriebsausgleich abgelassen werden muss. Bei ständig gefüllten Ballons oder Luftschiffen muss daher in regelmäßigen Abständen ein kleiner Teil des Gases ersetzt werden.
Mit einem Kubikmeter Wasserstoff lässt sich ein statischer Auftrieb von 1,203 kg, mit einem Kubikmeter Helium ein Auftrieb von 1,1145 kg erzeugen; diese Werte gelten jedoch nur unter Normalbedingungen. In einiger Höhe herrscht ein geringerer Luftdruck (siehe barometrische Höhenformel), was für gleiche Auftriebskraft ein größeres Traggasvolumen (bei jedoch gleicher Traggasmasse) erfordert. Aus diesen Werten ergibt sich als großzügige Faustregel: Um eine Masse von einem Kilogramm mit Ballonauftrieb aufzuheben, wird rund ein Kubikmeter Traggas benötigt, entsprechend für ein Gramm ein Liter.

### Wasserstoff
Mit Jacques Alexandre César Charles gelang es 1783 erstmals einem Luftfahrer die Verwendung von Wasserstoff als Traggas, hier in seinem Gasballon. Zuvor waren die Gebrüder Montgolfier beim Einsatz von Wasserstoff daran gescheitert, das Diffundieren des Gases durch die Hülle des Ballons zu verhindern.
In physikalischer Hinsicht ist Wasserstoff als das leichteste aller Elemente mit einer Atommasse von nur ≈1,0u, Molekülmasse H2 von ≈2,0 u und einer Dichte von nur 0,0899 kg/m³ ideal als Traggas. Da es zudem relativ einfach und günstig herzustellen ist, war es bis weit in das 20. Jahrhundert hinein als Traggas vorherrschend. Allerdings ist Wasserstoff leicht brennbar und im Gemisch mit Sauerstoff, etwa aus der Luft, sogar explosiv (Knallgas). Im Ballonsport wird für Gasballons allerdings weiterhin ausschließlich Wasserstoff verwendet, da eine Heliumfüllung viel zu teuer wäre.

### Heliumfüllung
Helium als das zweitleichteste Element hat mit ≈4,0 u zwar die vierfache Atommasse, da es aber als Edelgas in Form von Atomen und nicht von zweiatomigen Molekülen vorliegt, hat es nach dem Avogadroschen Gesetz mit 0,1785 kg/m³ nur eine doppelt so große Dichte wie Wasserstoff. Da weiterhin für den Auftrieb nicht die absolute Dichte, sondern die Differenz zur Luftdichte entscheidend ist, erzeugt eine Heliumfüllung nur etwa 8 % weniger Auftrieb als eine Wasserstofffüllung.
Neben der Sicherheit ist der Einsatz von Helium nach der Anschaffung hingegen sehr effizient. Nicht nur muss das Luftschiff deutlich seltener befüllt werden, verschmutztes Helium lässt sich auch reinigen und ist im Anschluss wieder normal verwendbar.
LZ 129 war das erste für den Einsatz von Helium konstruierte Zeppelin-Luftschiff. Dennoch wurde im Luftschiffbau außerhalb der Vereinigten Staaten weiterhin Wasserstoff verwendet. Dies hatte verschiedene Gründe: einerseits waren die Besatzungen im Gebrauch von und Umgang mit Wasserstoff sehr erfahren und vertraut. Andererseits lagen vor dem Zweiten Weltkrieg die einzigen verwendbaren Heliumvorkommen in den USA, welche somit ein Monopol auf die Verwendung besaßen. Ein Export scheiterte an strengen Ausfuhrregelungen, zuletzt im Jahr 1938 nach der Hindenburg-Katastrophe aber auch an der politischen Situation in Deutschland. Die USA selbst bauten bis 1945 insgesamt 168 Prallluftschiffe mit Helium als Traggas.
Da die Heliumlagerstätten begrenzt sind und das Gas durch den steigenden Verbrauch immer knapper und teurer wird, ist man in der Ballon- und Luftschifftechnik dazu übergegangen, Wasserstoff und Helium in einem bestimmten Volumenverhältnis miteinander zu mischen.
Dieses Gasgemisch hat dann eine höhere Tragkraft als Helium allein, ist demgegenüber aber günstiger und andererseits im Gegensatz zum Traggas Wasserstoff reaktionsträge und nicht brennbar (inert). Alternativ wurden im Zeppelin-Luftschiffbau auch mit Wasserstoff gefüllte Kernzellen in Erwägung gezogen, die von Helium-Zellen umschlossen werden.

### Weitere Traggase
Früher wurde auch das leicht verfügbare und günstige Leuchtgas als Traggas verwendet. Dabei musste indessen neben dem Nachteil eines deutlich geringeren Auftriebes auch die Feuergefährlichkeit und Giftigkeit in Kauf genommen werden. Seit der Umstellung der öffentlichen Gasversorgung auf Erdgas steht kein Leuchtgas mehr zur Verfügung.
Über 100 °C steht als Traggas auch überhitzter Wasserdampf zur Verfügung, der (Molekülmasse = 18) pro Gasvolumen etwa doppelt so viel Auftrieb erzeugt wie gleichwarme Luft, und so immerhin fast dreiviertel desjenigen von Helium oder Wasserstoff. 2006 wurde in Deutschland das skalierte Modell eines Heißdampfballons, des Heißdampfaerostaten HeiDAS UH, vorgestellt. Bei einer Dampftemperatur von 150 °C wurde hier ein Auftrieb von 735 Gramm/Kubikmeter erreicht. Der Preis für diese Leistung wird durch außergewöhnliche Materialien bezahlt, denn der Hüllenwerkstoff ist dampfbeständig wie Edelstahl, aber leicht wie Kunststoff. Wasserdampf ist das effektivste nichtbrennbare Traggas, welches nicht durch Ressourcenknappheit bedroht wird.
In der Venusatmosphäre kann in einer Höhe von ca. 50 km über dem Venusboden ein Luftschiff oder ein Ballon mit Stickstoff als Traggas betrieben werden. Dies ist möglich, weil die Venusatmosphäre im wesentlich aus Kohlenstoffdioxid besteht (≈44,0 u gegenüber ≈28,0 u beim Stickstoff). Dieser Ansatz wird beim High Altitude Venus Operational Concept verfolgt.